# Isodemis solea
Isodemis solea – gatunek motyla z rodziny zwójkowatych.
Gatunek ten został opisany w 2013 roku przez Józefa Razowskiego.
Motyl znany jest z pojedynczego okazu samca o rozpiętości skrzydeł 12 mm. Głowa i tułów rdzawobrązowe. Przednie skrzydła jasnordzawe z ciemnordzawobrązowymi znakami. Skrzydła tylne brązowe. Narządy rozrodcze samca odznaczają się nieco ściętym u nasady i wklęśniętym u wierzchołka unkusem, małą zawieszką i smukłym edeagusem.
Owad znany wyłącznie z indonezyjskiej wyspy Seram.